# ANAPC10
ANAPC10 (англ. Anaphase promoting complex subunit 10) – білок, який кодується однойменним геном, розташованим у людей на короткому плечі 4-ї хромосоми.  Довжина поліпептидного ланцюга білка становить 185 амінокислот, а молекулярна маса — 21 252.
| 10         |  | 20         |  | 30         |  | 40         |  | 50         |
| ---------- |  | ---------- |  | ---------- |  | ---------- |  | ---------- |
| MTTPNKTPPG |  | ADPKQLERTG |  | TVREIGSQAV |  | WSLSSCKPGF |  | GVDQLRDDNL |
| ETYWQSDGSQ |  | PHLVNIQFRR |  | KTTVKTLCIY |  | ADYKSDESYT |  | PSKISVRVGN |
| NFHNLQEIRQ |  | LELVEPSGWI |  | HVPLTDNHKK |  | PTRTFMIQIA |  | VLANHQNGRD |
| THMRQIKIYT |  | PVEESSIGKF |  | PRCTTIDFMM |  | YRSIR      |  |            |

A: Аланін

C: Цистеїн

D: Аспарагінова кислота

E: Глутамінова кислота

F: Фенілаланін

G: Гліцин

H: Гістидин

I: Ізолейцин

K: Лізин

L: Лейцин

M: Метіонін

N: Аспарагін

P: Пролін

Q: Глутамін

R: Аргінін

S: Серин

T: Треонін

V: Валін

W: Триптофан

Задіяний у таких біологічних процесах як клітинний цикл, поділ клітини, мітоз, убіквітинування білків, поліморфізм, ацетиляція. 